# Leichtathletik-Hallenweltmeisterschaften 2014
Die 15. Leichtathletik-Hallenweltmeisterschaften im Jahr 2014 wurden an die polnischen Stadt Sopot an der Ostsee vergeben. Das wurde am 11. November 2011 auf der World Athletics Gala der IAAF in Monte Carlo bekannt gegeben. Sopot war als einziger Bewerber für die Veranstaltung übrig geblieben, nachdem die kroatische Hauptstadt Zagreb aus finanziellen Gründen von der weiteren Bewerbung absah.
Der Austragungsort war die 2010 eröffnete Ergo Arena, die direkt auf der Stadtgrenze zwischen den zwei Dreistädten Sopot und Danzig steht.

## Männer

### 60 m

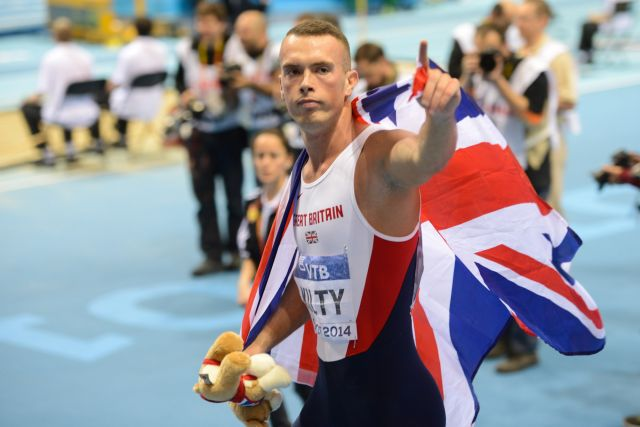
Richard Kilty feiert seinen Titelgewinn.

| Platz | Athlet         | Land | Zeit (s)   |
| ----- | -------------- | ---- | ---------- |
| 1     | Richard Kilty  | GBR  | 6,49 (PB)  |
| 2     | Marvin Bracy   | USA  | 6,51       |
| 3     | Femi Ogunode   | QAT  | 6,52       |
| 4     | Su Bingtian    | CHN  | 6,52 (NIR) |
| 5     | Gerald Phiri   | ZAM  | 6,52 (NIR) |
| 6     | Dwain Chambers | GBR  | 6,53       |
| 7     | Nesta Carter   | JAM  | 6,57       |
| 8     | Kimmari Roach  | JAM  | 6,58       |

Datum: 8. März 2014, 20:56 Uhr

### 400 m

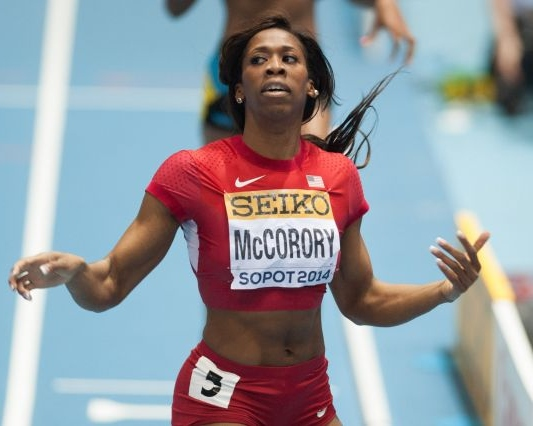
Siegerin Francena McCorory

| Platz | Athlet         | Land | Zeit (s)    |
| ----- | -------------- | ---- | ----------- |
| 1     | Pavel Maslák   | CZE  | 45,24 (NIR) |
| 2     | Chris Brown    | BAH  | 45,58 (PB)  |
| 3     | Kyle Clemons   | USA  | 45,74       |
| 4     | David Verburg  | USA  | 46,21       |
| 5     | Lalonde Gordon | TTO  | 46,39       |
| 6     | Nery Brenes    | CRC  | 47,32       |

Datum: 8. März 2014, 20:27 Uhr
Pavel Maslák lief von der Spitze weg in neuer Landesrekordzeit zum Titel. Dahinter gewann Chris Brown nach dreimal Bronze und einmal Gold zum fünften Mal in Folge eine Medaille bei Hallenweltmeisterschaften. Titelverteidiger Nery Brenes wurde im Finale abgeschlagener Letzter.

### 800 m
| Platz | Athlet             | Land | Zeit (min) |
| ----- | ------------------ | ---- | ---------- |
| 1     | Mohammed Aman      | ETH  | 1:46,40    |
| 2     | Adam Kszczot       | POL  | 1:46,76    |
| 3     | Andrew Osagie      | GBR  | 1:47,10    |
| 4     | André Olivier      | RSA  | 1:47,31    |
| 5     | Thijmen Kupers     | NED  | 1:47,74    |
|       | Marcin Lewandowski | POL  | DQ         |

Datum: 9. März 2014, 17:17 Uhr

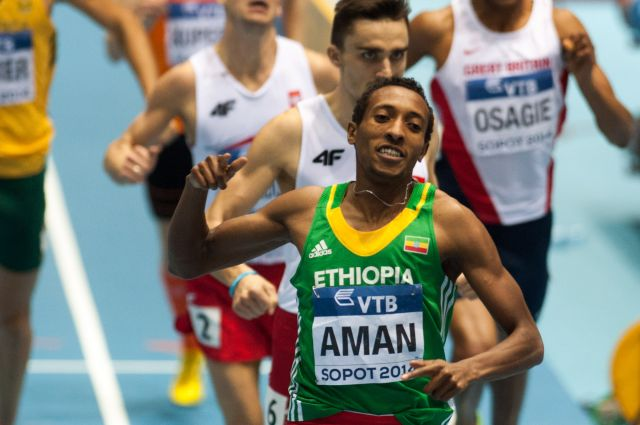
Mohammed Aman verteidigte seinen Titel erfolgreich.

Mohammed Aman aus Äthiopien verteidigte seinen Titel erfolgreich. Der ursprünglich Drittplatzierte Marcin Lewandowski wurde wegen Übertretens der inneren Bahnbegrenzung (R163.3b) nachträglich disqualifiziert.

### 1500 m
| Platz | Athlet              | Land | Zeit (min) |
| ----- | ------------------- | ---- | ---------- |
| 1     | Ayanleh Souleiman   | DJI  | 3:37,52    |
| 2     | Aman Wote           | ETH  | 3:38,08    |
| 3     | Abdalaati Iguider   | MAR  | 3:38,21    |
| 4     | İlham Tanui Özbilen | TUR  | 3:39,10    |
| 5     | Jakub Holuša        | CZE  | 3:39,23    |
| 6     | Will Leer           | USA  | 3:39,60    |
| 7     | Homiyu Tesfaye      | GER  | 3:39,90    |
| 8     | Bethwell Birgen     | KEN  | 3:40,66    |

Datum: 8. März, 20:00 Uhr
Nick Willis aus Neuseeland, zunächst Vierter, wurde nachträglich wegen Übertretens der inneren Bahnbegrenzung disqualifiziert.

### 3000 m

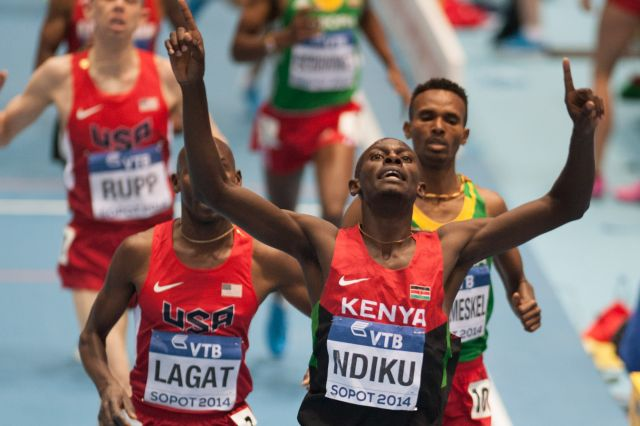
Caleb Ndiku setzte sich im Schlussspurt gegen Titelverteidiger Bernard Lagat durch.

| Platz | Athlet                | Land | Zeit (min) |
| ----- | --------------------- | ---- | ---------- |
| 1     | Caleb Mwangangi Ndiku | KEN  | 7:54,94    |
| 2     | Bernard Lagat         | USA  | 7:55,22    |
| 3     | Dejen Gebremeskel     | ETH  | 7:55,39    |
| 4     | Galen Rupp            | USA  | 7:55,84    |
| 5     | Hagos Gebrhiwet       | ETH  | 7:56,34    |
| 6     | Hayle İbrahimov       | AZE  | 7:56,37    |
| 7     | Elroy Gelant          | RSA  | 7:57,31    |
| 8     | Cameron Levins        | CAN  | 7:57,37    |

Datum: 9. März, 16:14 Uhr

### 60 m Hürden
| Platz | Athlet                  | Land | Zeit (s)  |
| ----- | ----------------------- | ---- | --------- |
| 1     | Omo Osaghae             | USA  | 7,45 (WL) |
| 2     | Pascal Martinot-Lagarde | FRA  | 7,46      |
| 3     | Garfield Darien         | FRA  | 7,47 (PB) |
| 4     | Andrew Pozzi            | GBR  | 7,53 (PB) |
| 5     | Gregor Traber           | GER  | 7,56 (PB) |
| 6     | Erik Balnuweit          | GER  | 7,56      |
| 7     | William Sharman         | GBR  | 7,60      |
| 8     | Andrew Riley            | JAM  | DNS       |

Datum: 9. März, 18:21 Uhr

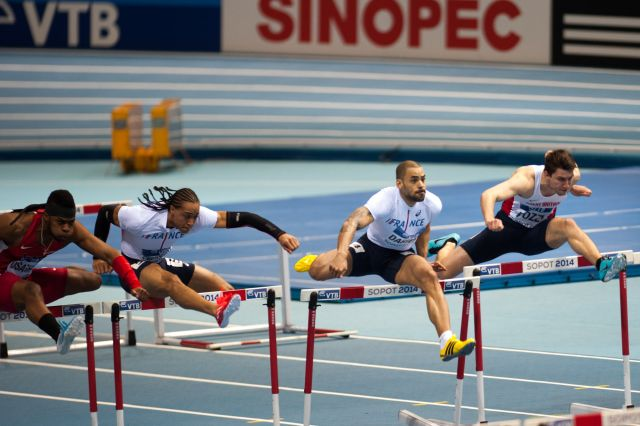
Das Finale im 60-Meter-Hürdenlauf

Mit Gregor Traber und Erik Balnuweit zogen erstmals in der Geschichte der Hallenweltmeisterschaften zwei Deutsche in ein Hürdenlauffinale ein. Der Halleneuropameister Sergei Schubenkow aus Russland verpasste überraschend den Finaleinzug.

### 4 × 400 m Staffel

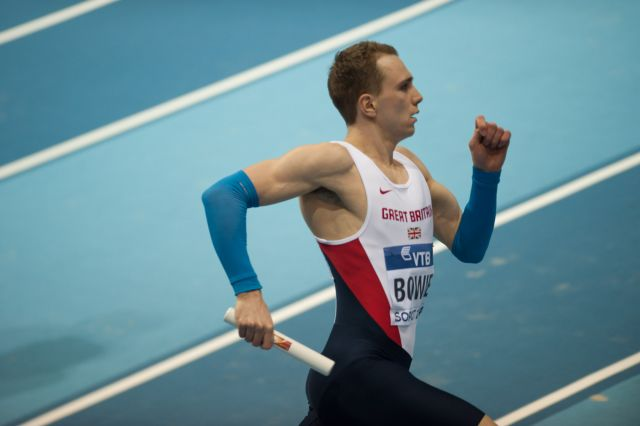
Jamie Bowie lief mit der britischen Staffel zur Silbermedaille.

| Platz | Land                   | Athleten                                                                   | Zeit (min)    |
| ----- | ---------------------- | -------------------------------------------------------------------------- | ------------- |
| 1     | Vereinigte Staaten     | Kyle Clemons David Verburg Kind Butler III Calvin Smith                    | 3:02,13 (WIR) |
| 2     | Vereinigtes Königreich | Conrad Williams Jamie Bowie Luke Lennon-Ford Nigel Levine                  | 3:03,49 (SB)  |
| 3     | Jamaika                | Errol Nolan Allodin Fothergill Akheem Gauntlett Edino Steele               | 3:03:69 (NIR) |
| 4     | Polen                  | Kacper Kozłowski Rafał Omelko Michał Pietrzak Jakub Krzewina               | 3:04,39 (SB)  |
| 5     | Russland               | Konstantin Petrjaschow Denis Kudrjawzew Alexander Chjutte Wladimir Krasnow |               |
| 6     | Ukraine                | Witalij Butrym Jewhen Huzol Dmytro Bikulow Danylo Danylenko                | 3:08,79       |

Datum: 9. März 2014, 18:39 Uhr

### Hochsprung

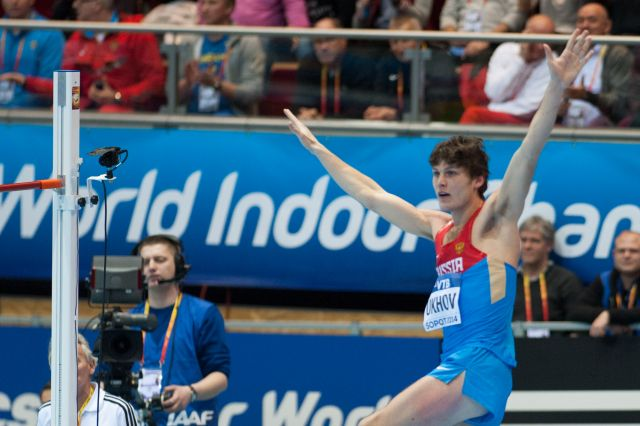
Iwan Uchow musste sich Mutaz Essa Barshim knapp geschlagen geben.

| Platz | Athlet             | Land | Höhe (m)   |
| ----- | ------------------ | ---- | ---------- |
| 1     | Mutaz Essa Barshim | QAT  | 2,38 (AIR) |
| 2     | Iwan Uchow         | RUS  | 2,38       |
| 3     | Andrij Prozenko    | UKR  | 2,36 (PB)  |
| 4     | Erik Kynard        | USA  | 2,34 (SB)  |
| 5     | Daniil Zyplakow    | RUS  | 2,32       |
| 6     | Marco Fassinotti   | ITA  | 2,29       |
| 7     | Zhang Guowei       | CHN  | 2,29 (SB)  |
| 8     | Michael Mason      | CAN  | 2,25       |

Datum: 9. März 2014, 16:34 Uhr

### Stabhochsprung
| Platz | Athlet                  | Land | Höhe (m)  |
| ----- | ----------------------- | ---- | --------- |
| 1     | Konstandinos Filippidis | GRE  | 5,80 (SB) |
| 2     | Malte Mohr              | GER  | 5,80      |
| 3     | Jan Kudlička            | CZE  | 5,80 (PB) |
| 4     | Thiago Braz da Silva    | BRA  | 5,75      |
| 5     | Xue Changrui            | CHN  | 5,75      |
| 6     | Robert Sobera           | POL  | 5,70      |
| 7     | Augusto Dutra           | BRA  | 5,65 (SB) |
| 8     | Luke Cutts              | GBR  | 5,65      |

Datum: 8. März 2014, 18:00 Uhr
Konstandinos Filippidis blieb als einziger Athlet bis einschließlich 5,80 m ohne Fehlversuch und setzte sich dadurch gegen Malte Mohr (ein Fehlversuch bei 5,80 m) und Jan Kudlička (jeweils zwei Fehlversuche bei 5,75 m und 5,80 m) durch.

### Weitsprung
| Platz | Athlet                  | Land | Weite (m)  |
| ----- | ----------------------- | ---- | ---------- |
| 1     | Mauro Vinícius da Silva | BRA  | 8,28 (NIR) |
| 2     | Li Jinzhe               | CHN  | 8,23 (SB)  |
| 3     | Michel Tornéus          | SWE  | 8,21 (SB)  |
| 4     | Louis Tsatoumas         | GRE  | 8,13       |
| 5     | Alexander Menkow        | RUS  | 8,08       |
| 6     | Adrian Strzałkowski     | POL  | 7,96       |
| 7     | Luis Rivera             | MEX  | 7,93       |
| 8     | Christian Reif          | GER  | 7,75       |

Datum: 8. März 2014, 19:53 Uhr
Sein sechster Versuch bescherte Mauro Vinícius da Silva die erfolgreiche Titelverteidigung. Vor dem letzten Durchgang lag er mit 8,06 m nur auf dem sechsten Rang.

### Dreisprung

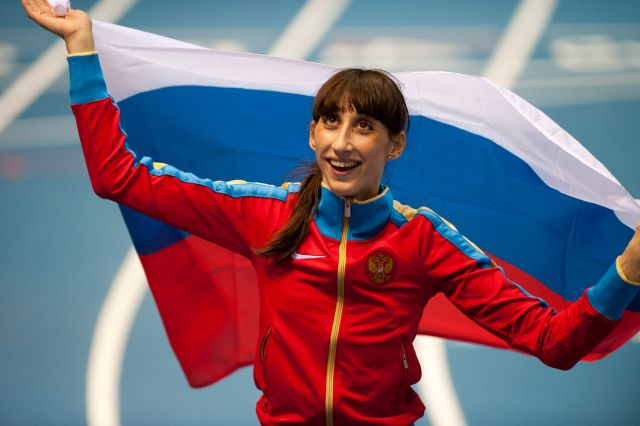
Jekaterina Konewa gewann mit nur einem Zentimeter Vorsprung.

| Platz | Athlet               | Land | Weite (m)  |
| ----- | -------------------- | ---- | ---------- |
| 1     | Ljukman Adams        | RUS  | 17,37 (WL) |
| 2     | Ernesto Revé         | CUB  | 17,33      |
| 3     | Pedro Pablo Pichardo | CUB  | 17,24      |
| 4     | Marian Oprea         | ROU  | 17,21      |
| 5     | Karol Hoffmann       | POL  | 16,89 (SB) |
| 6     | Chris Carter         | USA  | 16,74      |
| 7     | Cao Shuo             | CHN  | 16,55 (SB) |
| 8     | Wiktor Kusnjezow     | UKR  | 16,51      |

Datum: 9. März 2014, 17:12 Uhr
Lyukman Adams, der Bronzemedaillengewinner von 2012, rückte mit seinem letzten Versuch vom vierten auf den ersten Platz vor.

### Kugelstoßen
| Platz | Athlet           | Land | Weite (m)   |
| ----- | ---------------- | ---- | ----------- |
| 1     | Ryan Whiting     | USA  | 22,05       |
| 2     | David Storl      | GER  | 21,79 (SB)  |
| 3     | Tomas Walsh      | NZL  | 21,26 (AIR) |
| 4     | Tomasz Majewski  | POL  | 21,04       |
| 5     | Georgi Iwanow    | BUL  | 21,02 (NIR) |
| 6     | Germán Lauro     | ARG  | 20,50       |
| 7     | Orazio Cremona   | RSA  | 20,49 (SB)  |
| 8     | Alexander Lesnoi | RUS  | 20,16       |

Datum: 7. März 2014, 20:06 Uhr
Wie auch bei den letzten Hallenweltmeisterschaften 2012 in Istanbul siegte Ryan Whiting mit dem einzigen 22-Meter-Stoß vor David Storl. Tomasz Majewski konnte seine Bronzemedaille nicht verteidigen, da ihn der Neuseeländer Tomas Walsh im letzten Durchgang überraschend auf den vierten Platz verdrängte.

### Siebenkampf
| Platz | Athlet                  | Land | Punkte     |
| ----- | ----------------------- | ---- | ---------- |
| 1     | Ashton Eaton            | USA  | 6632 (WL)  |
| 2     | Andrej Krautschanka     | BLR  | 6303 (NIR) |
| 3     | Thomas Van der Plaetsen | BEL  | 6259 (NIR) |
| 4     | Eelco Sintnicolaas      | NED  | 6198       |
| 5     | Oleksij Kasjanow        | UKR  | 6176 (SB)  |
| 6     | Kai Kazmirek            | GER  | 6173 (PB)  |
| 7     | Damian Warner           | CAN  | 6129 (SB)  |
| 8     | Pascal Behrenbruch      | GER  | 4983 (SB)  |

Datum: 7./8. März 2014

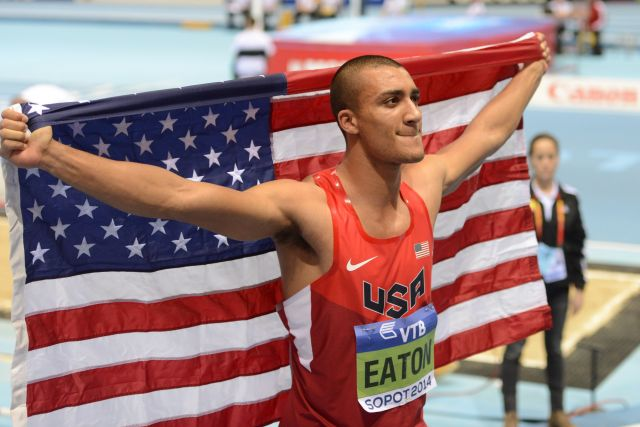
Ashton Eaton wurde seiner Favoritenrolle gerecht.

Der Siebenkampf besteht aus den Disziplinen 60-Meter-Lauf, Weitsprung, Kugelstoßen, Hochsprung, 60-Meter-Hürdenlauf, Stabhochsprung und 1000-Meter-Lauf.
Titelverteidiger Ashton Eaton verpasste seinen eigenen Weltrekord um nur 13 Punkte. Pascal Behrenbruch trat nicht zum abschließenden 1000-Meter-Lauf an.

## Frauen

### 60 m
| Platz | Athletin                | Land | Zeit (s)  |
| ----- | ----------------------- | ---- | --------- |
| 1     | Shelly-Ann Fraser-Pryce | JAM  | 6,98 (WL) |
| 2     | Murielle Ahouré         | CIV  | 7,01 (SB) |
| 3     | Tianna Bartoletta       | USA  | 7,06 (SB) |
| 4     | Asha Philip             | GBR  | 7,11      |
| 5     | Veronica Campbell-Brown | JAM  | 7,13 (SB) |
| 6     | Michelle-Lee Ahye       | TTO  | 7,16      |
| 7     | Gloria Asumnu           | NGR  | 7,18      |
| 8     | Verena Sailer           | GER  | 7,18      |

Datum: 9. März 2014, 18:08 Uhr

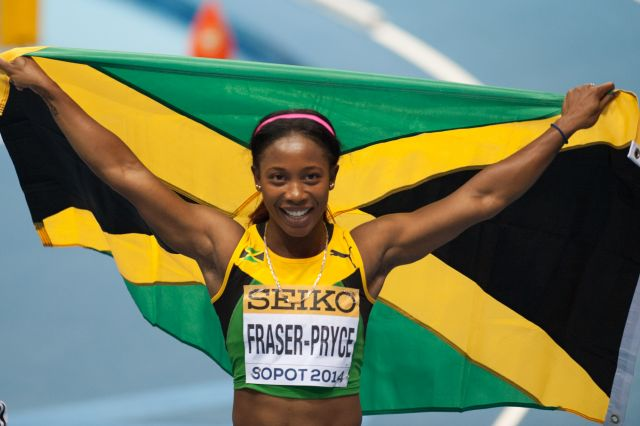
Shelly-Ann Fraser-Pryce blieb im Finale als einzige Läuferin unter 7 Sekunden.

Titelverteidigerin Veronica Campbell-Brown wurde nur Fünfte und musste ihrer Landsfrau Shelly-Ann Fraser-Pryce den Sieg überlassen. Die Plätze zwei und drei gingen wie zwei Jahre zuvor wieder an Murielle Ahouré und Tianna Bartoletta (Madison).

### 400 m
| Platz | Athletin          | Land | Zeit (s)   |
| ----- | ----------------- | ---- | ---------- |
| 1     | Francena McCorory | USA  | 51,12      |
| 2     | Kaliese Spencer   | JAM  | 51,54 (PB) |
| 3     | Shaunae Miller    | BAH  | 52,06      |
| 4     | Justyna Święty    | POL  | 52,20      |
| 5     | Patricia Hall     | JAM  | 52,51      |
| 6     | Joanna Atkins     | USA  | 52,55      |

Datum: 8. März 2014, 19:38 Uhr

### 800 m
| Platz | Athletin           | Land | Zeit (min) |
| ----- | ------------------ | ---- | ---------- |
| 1     | Chanelle Price     | USA  | 2:00,09 WL |
| 2     | Angelika Cichocka  | POL  | 2:00,45    |
| 3     | Maryna Arsamassawa | BLR  | 2:00,79 PB |
| 4     | Selina Büchel      | SUI  | 2:01,06    |
| 5     | Lenka Masná        | CZE  | 2:02,46    |
|       | Natalija Lupu      | UKR  | DQ         |

Finale: 9. März, 16:35 Uhr

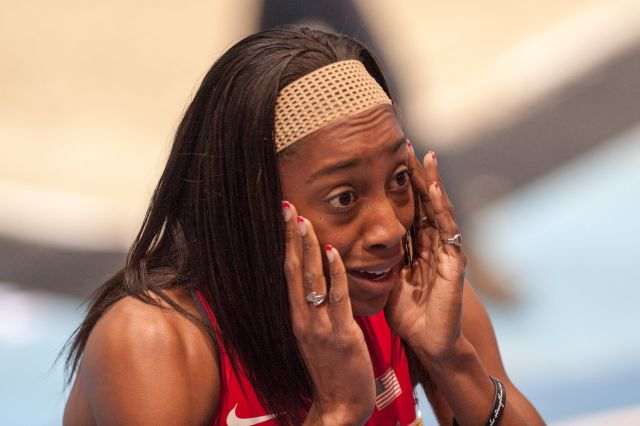
Überraschungssiegerin Chanelle Price

Chanelle Price suchte von Beginn an die Flucht nach vorn und wurde mit einem Start-Ziel-Sieg belohnt. Natalija Lupu, die in 2:01,17 min als Fünfte ins Ziel kam, wurde positiv auf Methylhexanamin getestet und disqualifiziert.

### 1500 m
| Platz | Athletin              | Land | Zeit (min)    |
| ----- | --------------------- | ---- | ------------- |
| 1     | Abeba Aregawi         | SWE  | 4:00,61       |
| 2     | Axumawit Embaye       | ETH  | 4:07,12 (PB)  |
| 3     | Nicole Sifuentes      | CAN  | 4:07,61 (NIR) |
| 4     | Siham Hilali          | MAR  | 4:07,62 (SB)  |
| 5     | Treniere Moser        | USA  | 4:07,84 (PB)  |
| 6     | Luiza Gega            | ALB  | 4:08,24       |
| 7     | Swetlana Karameschewa | RUS  | 4:13,89       |

Datum: 8. März 2014, 18:59 Uhr

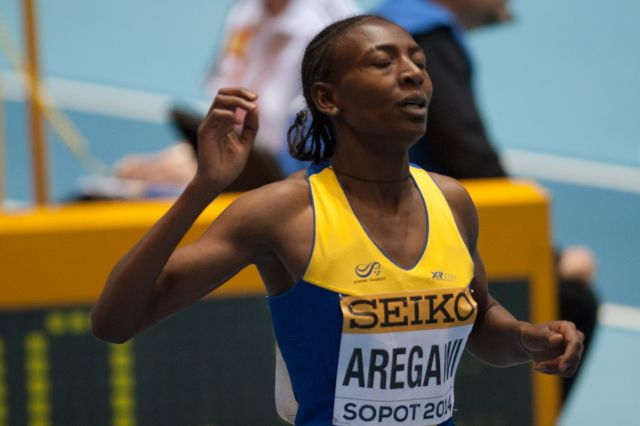
Abeba Aregawi siegte mit großen Vorsprung vor dem Rest des Feldes.

Die Titelverteidigerin und Weltrekordhalterin Genzebe Dibaba verzichtete zugunsten des 3000-Meter-Laufs auf einen Start über 1500 Meter. Somit hatte Abeba Aregawi als klare Nummer zwei in der Welt keine Mühe, das Rennen zu gewinnen. Rababe Arafi aus Marokko und Heather Kampf aus den USA wurden wegen Verlassens des Bahn disqualifiziert.

### 3000 m
| Platz | Athletin           | Land | Zeit (min) |
| ----- | ------------------ | ---- | ---------- |
| 1     | Genzebe Dibaba     | ETH  | 8:55,04    |
| 2     | Hellen Obiri       | KEN  | 8:57,72    |
| 3     | Maryam Yusuf Jamal | BHR  | 8:59,16    |
| 4     | Irene Jelagat      | KEN  | 9:02,67    |
| 5     | Sifan Hassan       | NED  | 9:03,22    |
| 6     | Betlhem Desalegn   | UAE  | 9:04,06    |
| 7     | Renata Pliś        | POL  | 9:07,05    |
| 8     | Shannon Rowbury    | USA  | 9:07,82    |

Datum: 9. März 2014, 16:48 Uhr

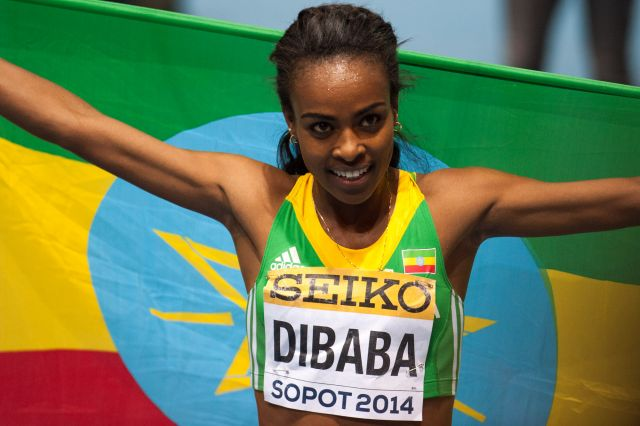
Genzebe Dibaba krönte mit ihrem Titelgewinn in Sopot eine überragende Hallensaison.

Nach ihren Hallenweltrekorden über 1500 Meter, 1 Meile und 3000 Meter ging Genzebe Dibaba als klare Favoritin ins Rennen. Nach einem langsamen ersten Kilometer übernahm sie die Führung und siegte am Ende deutlich vor der Titelverteidigerin Hellen Obiri aus Kenia.

### 60 m Hürden
| Platz | Athletin             | Land | Zeit (s)  |
| ----- | -------------------- | ---- | --------- |
| 1     | Nia Ali              | USA  | 7,80 (PB) |
| 2     | Sally Pearson        | AUS  | 7,85      |
| 3     | Tiffany Porter       | GBR  | 7,86 (SB) |
| 4     | Cindy Billaud        | FRA  | 7,89      |
| 5     | Janay DeLoach Soukup | USA  | 7,90      |
| 6     | Cindy Roleder        | GER  | 8,01      |
| 7     | Nadine Hildebrand    | GER  | 8,02      |
|       | Julija Kondakowa     | RUS  | DOP       |

Datum: 8. März 2014, 20:42 Uhr
Etwas überraschend schlug Nia Ali die leicht favorisierte Titelverteidigerin Sally Pearson. 2018 wurde das Resultat der achtplatzierten Russin Julija Kondakowa wegen eines Dopingverstoßes annulliert.

### 4 × 400 m Staffel
| Platz | Land                   | Athletinnen                                                               | Zeit (min)    |
| ----- | ---------------------- | ------------------------------------------------------------------------- | ------------- |
| 1     | Vereinigte Staaten     | Natasha Hastings Joanna Atkins Francena McCorory Cassandra Tate           | 3:24,83 (WL)  |
| 2     | Jamaika                | Patricia Hall Anneisha McLaughlin Kaliese Spencer Stephenie Ann McPherson | 3:26,54 (NIR) |
| 3     | Vereinigtes Königreich | Eilidh Child Shana Cox Margaret Adeoye Christine Ohuruogu                 | 3:27,90 (SB)  |
| 4     | Russland               | Olga Towarnowa Aljona Tamkowa Julija Terechowa Xenija Ryschowa            | 3:28,39 (SB)  |
| 5     | Polen                  | Ewelina Ptak Małgorzata Hołub Patrycja Wyciszkiewicz Justyna Święty       | 3:29,89       |
|       | Nigeria                | Omolara Omotoso Folashade Abugan Bukola Abogunloko Patience Okon George   | 3:31,59       |

Datum: 9. März 2014, 17:41 Uhr

### Hochsprung
| Platz | Athletin                   | Land | Höhe (m)   |
| ----- | -------------------------- | ---- | ---------- |
| 1     | Marija Kutschina           | RUS  | 2,00       |
| 1     | Kamila Lićwinko            | POL  | 2,00 (NIR) |
| 3     | Ruth Beitia                | ESP  | 2,00 (SB)  |
| 4     | Justyna Kasprzycka         | POL  | 1,97 (PB)  |
| 5     | Emma Green Tregaro         | SWE  | 1,94       |
| 6     | Blanka Vlašić              | CRO  | 1,94       |
| 7     | Levern Spencer             | LCA  | 1,94       |
| 8     | Marie-Laurence Jungfleisch | GER  | 1,90       |
| 8     | Nafissatou Thiam           | BEL  | 1,90       |

Datum: 8. März 2014, 19:16 Uhr
Marina Kutschina und Kamila Lićwinko verzichteten auf ein mögliches Stechen und teilten sich den ersten Platz. Die höhengleiche Ruth Beitia belegte wegen eines Fehlversuchs bei 2,00 m den dritten Platz. Die zweimalige Hallenweltmeisterin Blanka Vlašić war nach einer längeren Verletzungspause nicht in der Lage, in den Kampf um die Medaillen einzugreifen.

### Stabhochsprung
| Platz | Athletin            | Land | Höhe (m)  |
| ----- | ------------------- | ---- | --------- |
| 1     | Yarisley Silva      | CUB  | 4,70 (SB) |
| 2     | Anschelika Sidorowa | RUS  | 4,70      |
| 2     | Jiřina Svobodová    | CZE  | 4,70      |
| 4     | Fabiana Murer       | BRA  | 4,70 (SB) |
| 5     | Anna Rogowska       | POL  | 4,65      |
| 5     | Jennifer Suhr       | USA  | 4,65      |
| 7     | Silke Spiegelburg   | GER  | 4,65      |
| 8     | Mary Saxer          | USA  | 4,55      |

Datum: 9. März 2014, 15:02 Uhr
Als einzige Athletin blieb Yarisley Silva über 4,70 m ohne Fehlversuch und sicherte sich damit die Goldmedaille.

### Weitsprung
| Platz | Athletin                  | Land | Weite (m) |
| ----- | ------------------------- | ---- | --------- |
| 1     | Éloyse Lesueur            | FRA  | 6,85      |
| 2     | Katarina Johnson-Thompson | GBR  | 6,81 (PB) |
| 3     | Ivana Španović            | SRB  | 6,77      |
| 4     | Shara Proctor             | GBR  | 6,68      |
| 5     | Tori Polk                 | USA  | 6,61      |
| 6     | Teresa Dobija             | POL  | 6,52      |
| 7     | Darja Klischina           | RUS  | 6,51      |
| 8     | Erica Jarder              | SWE  | 6,36      |

Datum: 9. März 2014, 15:04 Uhr

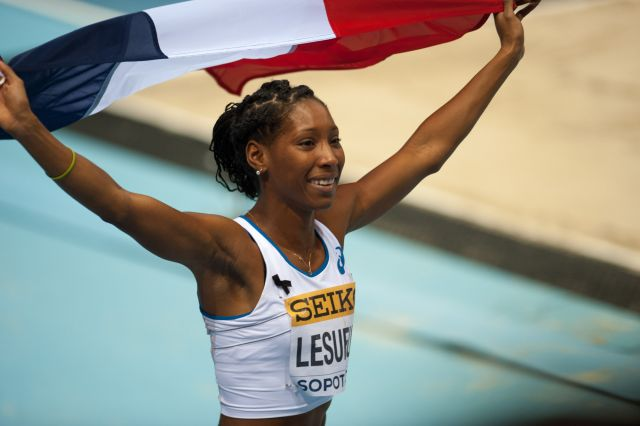
Éloyse Lesueur nach ihrem Sieg im Weitsprung

Die Deutsche Sosthene Moguenara verpasste als Zehnte der Qualifikation den Finaleinzug.

### Dreisprung
| Platz | Athletin          | Land | Weite (m) |
| ----- | ----------------- | ---- | --------- |
| 1     | Jekaterina Konewa | RUS  | 14,46     |
| 2     | Olha Saladucha    | UKR  | 14,45     |
| 3     | Kimberly Williams | JAM  | 14,39     |
| 4     | Patrícia Mamona   | POR  | 14,26     |
| 5     | Li Yanmei         | CHN  | 14,19     |
| 6     | Xenja Dschjazuk   | BLR  | 14,13     |
| 7     | Yarianna Martínez | CUB  | 13,99     |
| 8     | Dana Velďáková    | SVK  | 13,75     |

Datum: 8. März 2014, 18:05 Uhr

### Kugelstoßen
| Platz | Athletin            | Land | Weite (m)  |
| ----- | ------------------- | ---- | ---------- |
| 1     | Valerie Adams       | NZL  | 20,67 (WL) |
| 2     | Christina Schwanitz | GER  | 19,94      |
| 3     | Gong Lijiao         | CHN  | 19,24 (SB) |
| 4     | Jewgenija Kolodko   | RUS  | 19,11 (SB) |
| 5     | Michelle Carter     | USA  | 19,10 (SB) |
| 6     | Anita Márton        | HUN  | 18,17      |
| 7     | Julija Leanzjuk     | BLR  | 18,16      |
| 8     | Jeneva McCall       | USA  | 18,05      |

Datum: 8. März 2014, 18:49 Uhr

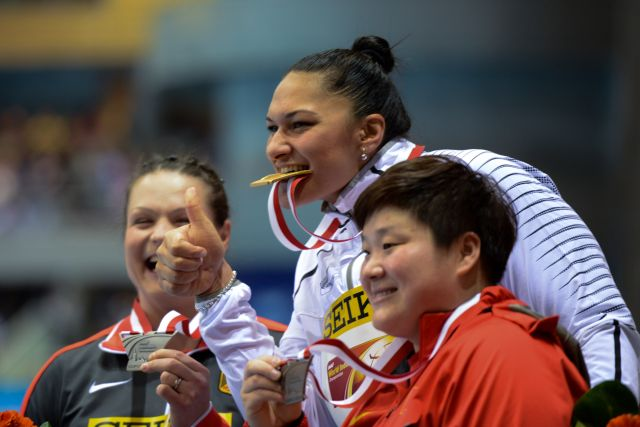
Die Medaillengewinnerinnen Schwanitz, Adams und Gong

Der Titelgewinn bedeutete für Valerie Adams den 44. Wettkampfsieg in Folge.
Die zweite deutsche Starterin Josephine Terlecki schied bereits in der Qualifikation aus.

### Fünfkampf
| Platz | Athletin              | Land | Punkte     |
| ----- | --------------------- | ---- | ---------- |
| 1     | Nadine Broersen       | NED  | 4830 (WL)  |
| 2     | Brianne Theisen-Eaton | CAN  | 4768 (NIR) |
| 3     | Alina Fjodorowa       | UKR  | 4724 (PB)  |
| 4     | Sharon Day-Monroe     | USA  | 4718       |
| 5     | Claudia Rath          | GER  | 4681 (PB)  |
| 6     | Jana Maksimawa        | BLR  | 4651       |
| 7     | Hanna Melnytschenko   | UKR  | 4587 (SB)  |
| 8     | Karolina Tymińska     | POL  | 4557 (SB)  |

Datum: 7. März 2014

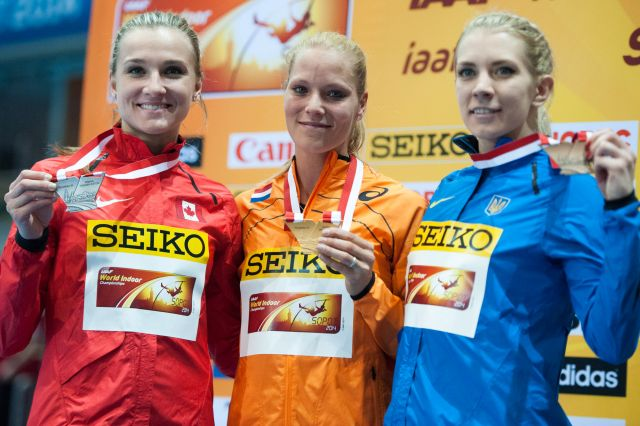
Die Medaillengewinnerinnen Theisen-Eaton, Broersen und Fodorowa

Der Fünfkampf besteht aus den Disziplinen 60-Meter-Hürdenlauf, Hochsprung, Kugelstoßen, Weitsprung und 800-Meter-Lauf.

## Medaillenspiegel
| Medaillenspiegel Endstand nach 26 Entscheidungen | Medaillenspiegel Endstand nach 26 Entscheidungen | Medaillenspiegel Endstand nach 26 Entscheidungen | Medaillenspiegel Endstand nach 26 Entscheidungen | Medaillenspiegel Endstand nach 26 Entscheidungen | Medaillenspiegel Endstand nach 26 Entscheidungen |
| Platz                                            | Land                                             | Gold                                             | Silber                                           | Bronze                                           | Gesamt                                           |
| ------------------------------------------------ | ------------------------------------------------ | ------------------------------------------------ | ------------------------------------------------ | ------------------------------------------------ | ------------------------------------------------ |
| 1                                                | Vereinigte Staaten                               | 8                                                | 2                                                | 3                                                | 13                                               |
| 2                                                | Russland                                         | 3                                                | 2                                                | -                                                | 5                                                |
| 3                                                | Äthiopien                                        | 2                                                | 2                                                | 1                                                | 5                                                |
| 4                                                | Vereinigtes Königreich                           | 1                                                | 2                                                | 3                                                | 6                                                |
| 5                                                | Jamaika                                          | 1                                                | 2                                                | 2                                                | 5                                                |
| 6                                                | Polen                                            | 1                                                | 2                                                | –                                                | 3                                                |
| 7                                                | Tschechien                                       | 1                                                | 1                                                | 1                                                | 3                                                |
| 7                                                | Frankreich                                       | 1                                                | 1                                                | 1                                                | 3                                                |
| 7                                                | Kuba                                             | 1                                                | 1                                                | 1                                                | 1                                                |
| 10                                               | Kenia                                            | 1                                                | 1                                                | –                                                | 2                                                |
| 11                                               | Katar                                            | 1                                                | –                                                | 1                                                | 2                                                |
| 11                                               | Neuseeland                                       | 1                                                | –                                                | 1                                                | 2                                                |
| 11                                               | Schweden                                         | 1                                                | –                                                | 1                                                | 2                                                |
| 14                                               | Dschibuti                                        | 1                                                | –                                                | –                                                | 1                                                |
| 14                                               | Griechenland                                     | 1                                                | –                                                | –                                                | 1                                                |
| 14                                               | Brasilien                                        | 1                                                | –                                                | –                                                | 1                                                |
| 14                                               | Niederlande                                      | 1                                                | –                                                | –                                                | 1                                                |
| 18                                               | Deutschland                                      | –                                                | 3                                                | –                                                | 3                                                |
| 19                                               | Ukraine                                          | –                                                | 1                                                | 2                                                | 3                                                |
| 20                                               | Volksrepublik China                              | –                                                | 1                                                | 1                                                | 2                                                |
| 20                                               | Bahamas                                          | –                                                | 1                                                | 1                                                | 2                                                |
| 20                                               | Kanada                                           | –                                                | 1                                                | 1                                                | 2                                                |
| 23                                               | Belarus                                          | –                                                | 1                                                | –                                                | 1                                                |
| 23                                               | Elfenbeinküste                                   | –                                                | 1                                                | –                                                | 1                                                |
| 23                                               | Australien                                       | –                                                | 1                                                | –                                                | 1                                                |
| 26                                               | Marokko                                          | –                                                | –                                                | 1                                                | 1                                                |
| 26                                               | Belgien                                          | –                                                | –                                                | 1                                                | 1                                                |
| 26                                               | Bahrain                                          | –                                                | –                                                | 1                                                | 1                                                |
| 26                                               | Spanien                                          | –                                                | –                                                | 1                                                | 1                                                |
| 26                                               | Serbien                                          | –                                                | –                                                | 1                                                | 1                                                |